# Természetes nyelv
Természetes nyelvnek (a mesterséges nyelvekkel szemben) 
az emberek által használt olyan nyelvet nevezzük, amely egy közösség (törzs vagy nemzet) életében nemzedékről nemzedékre spontán vagy tudatos folyamatok (például nyelvújítás) során szabadon fejlődik, változik.
Egyes források szerint ma 5-6000 (mások szerint még több) mindennapos használatban elterjedt természetes nyelvről beszélhetünk. Nyelvészeti szempontból az egymással kisebb-nagyobb hasonlósággal rendelkező természetes nyelveket csoportosítani lehet. A csoportosítás legfelsőbb szintje a nyelvcsaládokba történő szelektálás.
Vannak emberek által használt, de nem természetes, hanem mesterséges nyelvek is, melyeket nyelvelméleti, matematikai vagy informatikai célból alkottak.
A mesterséges nyelvek közül ismertek a programozási nyelvek, amelyeket szokás környezet-független nyelveknek is tekinteni. Környezet-függő (context-sensitive) tulajdonsága ellenére újabban a természetes nyelvek feldolgozása (Natural Language Processing, vagy NLP) óriási fejlődésnek indult, és a számítástechnika egyik vezető alkalmazási tématerületévé vált. Az említett terület azonban egy még szélesebb ismeretkörbe, az emberi nyelv technológia (Human Language Technologies vagy HLT) magyarul csak nyelvtechnológia'-ként emlegetett témakörbe tartozik, amelynek szintén óriási a szétágazása.